# Peón pasado
|    |       |       |       |       |       |       |       |    |  |
|    | a8    | b8    | c8    | d8    | e8    | f8    | g8    | h8 |  |
| a7 | b7    | c7    | d7    | e7    | f7    | g7    | h7    |    |  |
| a6 | b6    | c6    | d6    | e6    | f6    | g6    | h6 pd |    |  |
| a5 | b5 pl | c5    | d5    | e5 pl | f5 pd | g5    | h5 pl |    |  |
| a4 | b4    | c4 pl | d4 pd | e4    | f4 pl | g4 pl | h4    |    |  |
| a3 | b3    | c3    | d3    | e3    | f3    | g3    | h3    |    |  |
| a2 | b2    | c2    | d2    | e2    | f2    | g2    | h2    |    |  |
| a1 | b1    | c1    | d1    | e1    | f1    | g1    | h1    |    |  |
|    |       |       |       |       |       |       |       |    |  |

|       |       |       |    |       |    |       |    |    |  |
|       | a8 kd | b8    | c8 | d8    | e8 | f8    | g8 | h8 |  |
| a7 bd | b7    | c7 pl | d7 | e7    | f7 | g7    | h7 |    |  |
| a6 kl | b6 pl | c6    | d6 | e6    | f6 | g6    | h6 |    |  |
| a5    | b5    | c5    | d5 | e5    | f5 | g5 qd | h5 |    |  |
| a4    | b4    | c4    | d4 | e4    | f4 | g4    | h4 |    |  |
| a3    | b3    | c3    | d3 | e3    | f3 | g3    | h3 |    |  |
| a2    | b2    | c2    | d2 | e2    | f2 | g2    | h2 |    |  |
| a1    | b1    | c1    | d1 | e1 nd | f1 | g1    | h1 |    |  |
|       |       |       |    |       |    |       |    |    |  |

En ajedrez, un peón pasado es un peón que no tiene la oposición de peones contrarios que lo paren del avance hacia la octava fila, no tiene peones contrarios enfrente ni en las columnas laterales al mismo. En el diagrama a la izquierda, los peones blancos de b5, c4 y e5 son peones pasados. El peón negro de d4 está pasado. Si el negro juega fxg4, entonces el negro tendrá también un peón pasado en g4 y el blanco tendrá otro peón pasado en f4. Los peones pasados son una ventaja porque al menos una pieza contraria tiene que intervenir (a menudo sacrificándose) para evitar su promoción.
Un ejemplo destacado (a la par de inusual) del poder de los peones pasados es mostrado en la posición a la derecha, la conclusión de un estudio de Leopold Mitrofánov. El negro, con una dama, un alfil y un caballo, está indefenso contra dos peones pasados del blanco que amenazan 10.b7# y 10.c8(D)+ Ab8 11.b7#. Si 9...Dd5, 10.c8(D)+ Ab8 11.b7+ Dxb7 12.Dxb7#; si 9...Dg6 10.c8(D)+ Ab8 11.Db7#; si 9...Da5+, 10.Rxa5 Rb7 11.bxa7 y el Negro no puede parar ambos peones.

## Peones pasados protegidos
Un peón pasado que está protegido por sus propios peones es llamado un peón pasado protegido. En el primer diagrama de este artículo, los peones pasados en las columnas b y e son peones pasados protegidos. Dos o más peones pasados en columnas adyacentes son llamados peones pasados conectados (ver peones conectados) y son muy fuertes. En ambos diagramas, los peones blancos b y c son peones pasados conectados. Un par de peones pasados conectados a veces se llama apisonadora. A menudo es estratégicamente ventajoso para el bando con peones pasados conectados ubicarlos en la misma fila y avancarlos entonces en tándem, porque esto hace difícil bloquearles.

## Peones pasados exteriores
|       |    |       |    |       |       |       |       |    |  |
|       | a8 | b8    | c8 | d8    | e8    | f8    | g8    | h8 |  |
| a7    | b7 | c7    | d7 | e7    | f7    | g7    | h7 pd |    |  |
| a6    | b6 | c6 kd | d6 | e6    | f6    | g6 pd | h6    |    |  |
| a5    | b5 | c5    | d5 | e5 pd | f5 pd | g5    | h5    |    |  |
| a4 pl | b4 | c4 kl | d4 | e4    | f4    | g4    | h4    |    |  |
| a3    | b3 | c3    | d3 | e3    | f3 pl | g3    | h3    |    |  |
| a2    | b2 | c2    | d2 | e2    | f2    | g2 pl | h2 pl |    |  |
| a1    | b1 | c1    | d1 | e1    | f1    | g1    | h1    |    |  |
|       |    |       |    |       |       |       |       |    |  |

Un peón pasado exterior es un peón pasado que está en el borde del tablero o cerca de él y está separado por varias columnas del resto de los peones, p.ej. el peón en la columna a en el diagrama a la izquierda. Un peón así a menudo constituye una fuerte ventaja para el que lo posee. En la posición del diagrama, incluso aunque el material esté igual, los peones pasados exteriores blancos desviarán al rey negro del centro, dejando al rey blanco libre para "limpiar" los peones negros y ganar la partida. El blanco gana con 1.a5 g5 2.a6 h5 3.a7 Rb7 4.Rd5 e4 3.fxe4 fxe4 5.Rxe4 y el rey ganará los peones negros restantes.

## Peones pasados en los finales
|    |    |    |    |    |       |       |       |    |  |
|    | a8 | b8 | c8 | d8 | e8    | f8    | g8    | h8 |  |
| a7 | b7 | c7 | d7 | e7 | f7 pd | g7 pd | h7 pd |    |  |
| a6 | b6 | c6 | d6 | e6 | f6    | g6    | h6    |    |  |
| a5 | b5 | c5 | d5 | e5 | f5 pl | g5 pl | h5 pl |    |  |
| a4 | b4 | c4 | d4 | e4 | f4    | g4    | h4    |    |  |
| a3 | b3 | c3 | d3 | e3 | f3    | g3 kd | h3    |    |  |
| a2 | b2 | c2 | d2 | e2 | f2    | g2    | h2    |    |  |
| a1 | b1 | c1 | d1 | e1 | f1    | g1 kl | h1    |    |  |
|    |    |    |    |    |       |       |       |    |  |

|       |       |       |       |       |       |       |       |       |  |
|       | a8 __ | b8 __ | c8 __ | d8 __ | e8 __ | f8 __ | g8 __ | h8 __ |  |
| a7    | b7    | c7    | d7    | e7    | f7    | g7    | h7    |       |  |
| a6 __ | b6 pl | c6 pl | d6 __ | e6 __ | f6 pl | g6 bd | h6 pl |       |  |
| a5 __ | b5 __ | c5 __ | d5 rd | e5 __ | f5 __ | g5 __ | h5 __ |       |  |
| a4 __ | b4 __ | c4 __ | d4 __ | e4 __ | f4 __ | g4 __ | h4 __ |       |  |
| a3 __ | b3 ql | c3 __ | d3 __ | e3 __ | f3 __ | g3 __ | h3 pd |       |  |
| a2 pd | b2 __ | c2 __ | d2 __ | e2 __ | f2 __ | g2 nl | h2 __ |       |  |
| a1 kd | b1 __ | c1 __ | d1 __ | e1 kl | f1 __ | g1 __ | h1 __ |       |  |
|       |       |       |       |       |       |       |       |       |  |

Los peones pasados son particularmente importantes, a menudo decisivos, en el final. La posición a la izquierda proporciona un ejemplo dramático de esto. El blanco no tiene peones pasados y parece estar en una situación desesperada, ya que el rey negro pronto atacará sus peones con...Rg4. Pero el blanco haciendo un sacrificio crea un peón pasado y gana: 1.g6! fxg6 (o 1...hxg6 2.f6! gxf6 3.h6!) 2.h6! gxh6 3.f6! y el blanco crea un peón pasado que coronará. Si mueve el negro, tiene que evitar esta combinación jugando 1...g6! (no 1...f6 2.h6!, ni 1...h6 2.f6!).
Como los peones pasados no tienen oposición para pararles, la amenaza de coronar a menudo fuerza al oponente a utilizar una pieza para bloquearles o capturar el peón, gastando unos tiempos valiosos y posiblemente perdiendo material. De hecho, un peón o peones pasado/s muy avanzado/s son iguales o incluso superiores a una pieza. El diagrama a la izquierda se muestran cuatro ejemplos. En el cuadrante superior izquierdo del tablero los peones pasados conectados en la sexta fila son superiores a la torre negra. Incluso aunque mueva, el negro no puede parar la coronación de uno de los peones blanco, en el cuadrante superior derecho, le alfil negro no puede sostener ambos peones blancos. El blanco corona después de 1.f7 (1.h7 también funciona) Axf7 2.h7 seguido de 3.h8(D). En el cuadrante inferior izquierdo, la dama blanca no puede parar el peón negro de coronar sin ahogarle. En el cuadrante inferior derecho se muestra como un torpe caballo está en desventaja con un peón pasado, especialmente un peón de torre. El caballo blanco es realmente inútil intentando parar el peón negro. No lo puede hacer por sí mismo y si el rey blanco (que podría capturar el peón negro si el caballo no estuviera) se aproxima con 1.Rf2 (esperando 1...hxg2? 2.Rxg2), el negro juega 1...h2! y 2...h1(D).

## Citas
"Un peón pasado es un criminal, que debe ser encerrado bajo llave. Las medidas suaves, tales como la vigilancia policial, no son suficientes" - Aron Nimzowitsch.